# Duchess Says
Pour les articles homonymes, voir Duchess et Says (homonymie).
Duchess Says est un groupe de musique électro-rock alternatif de Montréal (Québec) formé en 2003.

## Biographie
Le groupe se forme en 2003 à Montréal et se compose de A-Claude, Ismaël, Simon Says et Phil C. Il produit une musique que ses membres décrivent eux-mêmes comme étant du moog-rock et qui a souvent été rapprochée à leurs débuts de la musique de groupes tels que Les Georges Leningrad ou We Are Wolves. Les paroles sont à la fois en français et en anglais. Ils font partie d'un mouvement nommé The Church of Budgerigars (L'église de la perruche), regroupant ses adeptes autour du message de la perruche, mais aussi accessoirement, des vertus de la musique et de la consommation d'alcool. Rapidement le groupe se fait connaitre à Montréal pour ses prestations remarquées et explosives. En 2008, après trois années de travail, ils publient leur premier album intitulé Anthologie Des 3 Perchoirs sur le label indépendant montréalais Alien8 Recordings. À la suite de cette publication, ils tournent en Amérique du Nord et en Europe aux côtés des Yeah Yeah Yeahs, Fucked Up ou bien encore Crystal Castles. En octobre 2011 leur deuxième album In a Fung Day T! voit le jour. En octobre 2016 sortie du troisième album du groupe : Sciences Nouvelles.

## Membres
- A-Claude (Annie-Claude Deschênes) : chant, guitare-piano, guitare et programmation.
- Phil C (Philippe Clément) : guitare et basse.
- Simon Says (Simon Besre): batterie.